# جام آفریقا
جام آفریقا مسابقه‌ای سالانه بود که توسط کاف برای نایب‌ قهرمانان لیگ‌های داخلی اتحادیه‌های عضو که به مسابقات بین‌المللی باشگاه‌های کاف قبل از جام باشگاه‌های آفریقا، واجد شرایط نبودند، برگزار می‌شد.

## تاریخچه
این مسابقات در سال ۱۹۹۲ با الگوبرداری از جام یوفا اروپا تأسیس شد. جایزه‌ با اسم موشود آبیولا، تاجر، ناشر و سیاستمدار نیجریه‌ای و همچنین اولین مدیر ورزش در نیجریه مستقل نیز نامگذاری شد.
جام آفریقا ایده رئیس فعلی کاف، عیسی حیاتو بود که با موفقیت سال ۱۹۹۲ را به سال فوتبال آفریقا تبدیل کرد. این رقابت بلافاصله پس از جام ملت‌های آفریقا ۱۹۹۲ آغاز شد که در آن دوازده فینالیست برای اولین بار در تاریخ رقابت‌های آفریقا در این رقابت شرکت کردند. ۳۱ تیم در اولین دوره جام آفریقا شرکت کردند و باشگاه شوتینگ استارز نیجریه پس از شکست دادن ویلا اوگاندا در فینال اولین تیمی بود که جام را برد.
این جام به یک ملک مطلق برای القبائل تبدیل شد که پس از سومین برد متوالی خود در سال ۲۰۰۲  آن را به طور کامل به دست آورد و تنها تیمی در آفریقا بود که می‌توانست جام را در اتاق جام خود نشان دهد.
باشگاه مراکشی الرجا آخرین تیمی بود که در سال ۲۰۰۳ با شکست کوتون اسپورت کامرونی در فینال، جام را در اختیار گرفت.
در سال ۲۰۰۴، جام آفریقا با جام برندگان جام آفریقا ادغام شد و دوباره به دنبال نمونه اروپایی جام یوفا، به جام کنفدراسیون آفریقا تغییر نام داد.

## قالب برگزاری
فقط نایب قهرمانان لیگ‌های داخلی اتحادیه‌های عضو واجد شرایط شرکت در مسابقات بودند، اگر و تنها در صورتی که به عنوان برنده جام در مسابقات جام اتحادیه‌های ملی خود در جام برندگان جام آفریقا شرکت نمی‌کردند.
در صورتی که نایب قهرمان لیگ داخلی در جام آفریقا شرکت نکند، تایید کاف برای پذیرش تیم دیگری در بین سه تیم برتر اتحادیه مربوطه برای شرکت در مسابقات الزامی بود.
تمامی دورهای مسابقات از جمله فینال بر اساس سیستم ناک اوت دو پا برگزار شد. تیمی که تعداد گل‌های بیشتری را در این دو مسابقه به ثمر می‌رساند به دور بعد راه می‌یافت.

## قهرمانان

### باشگاهی
| تیم                    | قهرمانی | نایب قهرمانی | سال‌های قهرمانی   | سال‌های نایب قهرمانی |
| ---------------------- | ------- | ------------ | ---------------- | ------------------- |
| القبائل                | ۳       | ۰            | ۲۰۰۰، ۲۰۰۱، ۲۰۰۲ |                     |
| ستاره ساحلی            | ۲       | ۲            | ۱۹۹۵، ۱۹۹۹       | ۱۹۹۶، ۲۰۰۱          |
| شوتینگ استارز          | ۱       | ۰            | ۱۹۹۲             |                     |
| استلا آبیجان           | ۱       | ۰            | ۱۹۹۳             |                     |
| بندل اینسورانس         | ۱       | ۰            | ۱۹۹۴             |                     |
| الکوکب المراکشی        | ۱       | ۰            | ۱۹۹۶             |                     |
| اسپرانس                | ۱       | ۰            | ۱۹۹۷             |                     |
| صفاقسی                 | ۱       | ۰            | ۱۹۹۸             |                     |
| الرجا                  | ۱       | ۰            | ۲۰۰۳             |                     |
| ویلا                   | ۰       | ۱            |                  | ۱۹۹۲                |
| سیمبا                  | ۰       | ۱            |                  | ۱۹۹۳                |
| پریمیرو ده مایو        | ۰       | ۱            |                  | ۱۹۹۴                |
| کالوم استار            | ۰       | ۱            |                  | ۱۹۹۵                |
| پترو اتلتیکو ده لوآندا | ۰       | ۱            |                  | ۱۹۹۷                |
| ژان دارک               | ۰       | ۱            |                  | ۱۹۹۸                |
| الوداد                 | ۰       | ۱            |                  | ۱۹۹۹                |
| اسماعیلی               | ۰       | ۱            |                  | ۲۰۰۰                |
| تونره یائونده          | ۰       | ۱            |                  | ۲۰۰۲                |
| کاتن اسپورت            | ۰       | ۱            |                  | ۲۰۰۳                |

### کشوری
| کشور     | قهرمانی | نایب قهرمانی |
| -------- | ------- | ------------ |
| تونس     | ۴       | ۲            |
| الجزایر  | ۳       | ۰            |
| مراکش    | ۲       | ۱            |
| نیجریه   | ۲       | ۰            |
| ساحل عاج | ۱       | ۰            |
| آنگولا   | ۰       | ۲            |
| کامرون   | ۰       | ۲            |
| اوگاندا  | ۰       | ۱            |
| تانزانیا | ۰       | ۱            |
| گینه     | ۰       | ۱            |
| سنگال    | ۰       | ۱            |
| مصر      | ۰       | ۱            |